# Marina Silva
Pour les articles homonymes, voir Silva.
Marina Silva, née le 8 février 1958 à Rio Branco (Brésil), est une historienne, enseignante, psychopédagogue, militante écologiste et femme politique brésilienne. 
Elle est élue sénatrice en 2002 sous l'étiquette du Parti des travailleurs, et exerce la fonction de ministre de l'Environnement de 2003 à 2008, sous la présidence de Lula. Elle reçoit le prix Goldman pour l'environnement en 1996, puis le prix Sophie en 2009. 
Candidate à l'élection présidentielle de 2010 pour le Parti vert, elle arrive troisième avec 19,3 % des voix. Après avoir échoué à créer son propre parti, elle rejoint en 2013 le Parti socialiste brésilien (PSB) et forme un ticket avec Eduardo Campos pour l'élection présidentielle de 2014. Après la mort accidentelle de ce dernier, elle est désignée candidate du PSB et recueille 21,3 % des voix lors du scrutin. Elle est à nouveau candidate en vue de l'élection présidentielle de 2018, où réalise son plus mauvais score, obtenant 1 % des voix. En 2023, elle devient ministre de l'Environnement et du Changement climatique dans le gouvernement Lula da Silva III, fonction qu'elle a déjà occupée de 2003 à 2008 dans le gouvernement Lula da Silva I.
Marina Silva est nommée parmi les 100 personnes les plus influentes en 2024 par le magazine Time, dans la catégorie leaders. 

## Biographie

### Origines et formation

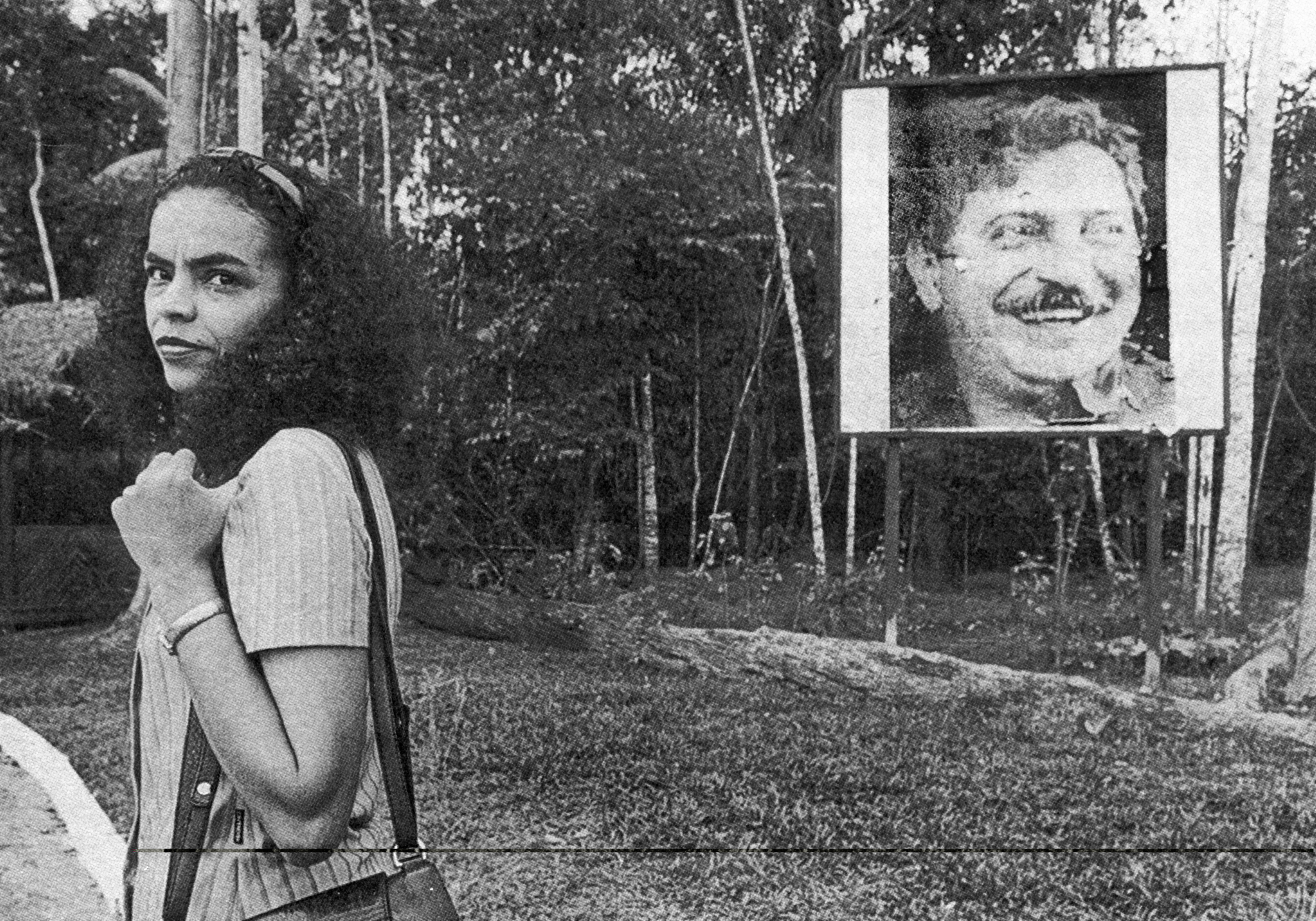
Marina Silva dans sa jeunesse.

Maria Osmarina Silva de Souza grandit parmi onze enfants, dont trois meurent emportés par le paludisme et l’indigence, dans la cité lacustre nommée Breu Velho, au sein d'une communauté de récoltants de caoutchouc (seringueiro) appelée Seringal Bagaço, dans l'État occidental d'Acre. Elle travaille auprès de son père pour extraire le latex des hévéas. Durant son enfance, elle connait la faim, la contamination au mercure, au plomb, au fer, le paludisme, les hépatites.
Orpheline à 16 ans, elle rejoint la capitale de l'État, Rio Branco, où elle reçoit une éducation catholique (Congrégation des esclaves de Marie) et travaille comme domestique et femme de ménage.
Elle est diplômée en histoire de l'université fédérale d'Acre à 26 ans.

### Parcours politique

#### Premiers engagements
En 1984, elle participe à la création du premier syndicat de travailleurs d'Acre, le Central Única dos Trabalhadores (CUT), dont elle est vice-coordinatrice jusqu'en 1986. Elle dirige des manifestations appelées « empates » avec Chico Mendes pour mettre en garde contre la déforestation et le déplacement des communautés forestières de leurs lieux de vie traditionnels. En 1985, elle rejoint le Parti des travailleurs.

#### Sénatrice pour l’Amazonie
En 1994, elle est le premier seringueiro élu au Sénat fédéral du Brésil. En tant que sénatrice de l'État d'Acre originaire d'Amazonie, elle agit simultanément pour préserver la forêt et promouvoir la justice sociale et le développement durable dans la région.

#### Ministre de l'Environnement
Membre du Parti des travailleurs, Marina Silva est nommée ministre de l'Environnement du Brésil par Lula durant son premier mandat (2003) et reste en fonction jusqu'en 2008. Elle met en place un plan national de lutte contre la déforestation et crée des zones immenses sanctuarisées pour les populations indigènes. La déforestation a ralenti de 48 % sur ses cinq ans au ministère, tendance confirmée par une baisse de 54 % les cinq années suivantes. Durant sa présence à la tête du ministère, elle coordonne les efforts de la police, de l'armée et de ses services (IBAMA, l'« Instituto brasileiro do meio ambiente e dos recursos naturais renováveis »). Elle fait procéder à 300 opérations pour arrêter les coupeurs de bois clandestins et démanteler plus de 1 500 entreprises illicites dans un pays où « 80 % de la production de bois est illégale ». 
Elle est régulièrement critiquée par des chefs d'entreprise (principalement liés à l'agro-industrie) en raison de retards dans l'octroi de permis pour les projets ayant un fort impact environnemental. En 2005, elle s'oppose également à des projets promus par le gouvernement auquel elle appartient tel le projet controversé de dérivation du fleuve São Francisco ou encore la construction de l'autoroute BR 163 à travers la forêt primaire d'Amazonie. Elle établit les grandes lignes de son action autour de la participation sociale, du développement durable, de la création d'un système national pour l'environnement et d'une politique intégrée de l'environnement.
En 2005, le coordinateur de Greenpeace au Brésil, Paulo Adario, lui reproche de ne pas lutter suffisamment contre la déforestation illégale des forêts.
Elle devient de plus en plus isolée au sein du gouvernement Lula da Silva en raison de son point de vue sur les barrages hydroélectriques, les agrocarburants et les cultures génétiquement modifiées. Elle démissionne en mai 2008, quand le président Lula da Silva désigne Roberto Mangabeira Unger, ministre des Affaires stratégiques, pour coordonner l'initiative « Amazone développement durable » alors qu'elle s'estime plus légitime pour mener le projet. Elle est remplacée par Carlos Minc. Elle s'est en particulier opposée à Dilma Rousseff, alors directrice du cabinet de Lula, sur la question des grands chantiers nuisibles selon elle à l'environnement et aux Amérindiens,,, elle soutient notamment le Chef Raoni dans son combat contre le barrage de Belo Monte.

#### Élection présidentielle de 2010
Le 19 août 2009, elle quitte le PT du fait de la politique environnementale suivie, et devient membre du Parti vert du Brésil. Elle annonce sa candidature à l'élection présidentielle le 16 mai 2010 sous la bannière de ce parti et termine troisième du premier tour avec 19,33 % des suffrages, soit 19 millions de voix, malgré les moyens très limités du parti et la faible couverture médiatique dont elle fait l'objet. Ne pouvant se maintenir au second tour, elle refuse d'appeler à voter pour Dilma Rousseff (Parti des travailleurs (Brésil), gauche) ou José Serra (candidat de l'opposition, droite). Elle quitte le Parti vert en 2011, moins de deux ans après y être entrée.
En 2010, elle figure dans le classement établi par Foreign Policy qui classe les cent plus importants penseurs vivants, avec Cécile Duflot, Monica Frassoni et Renate Künast, chacune pour avoir fait progresser les idées écologistes dans son pays.
En 2012, elle fait partie des huit personnes sélectionnées par le CIO pour porter le drapeau olympique, lors de la cérémonie d'ouverture des Jeux Olympiques de Londres.

#### Élection présentielle de 2014

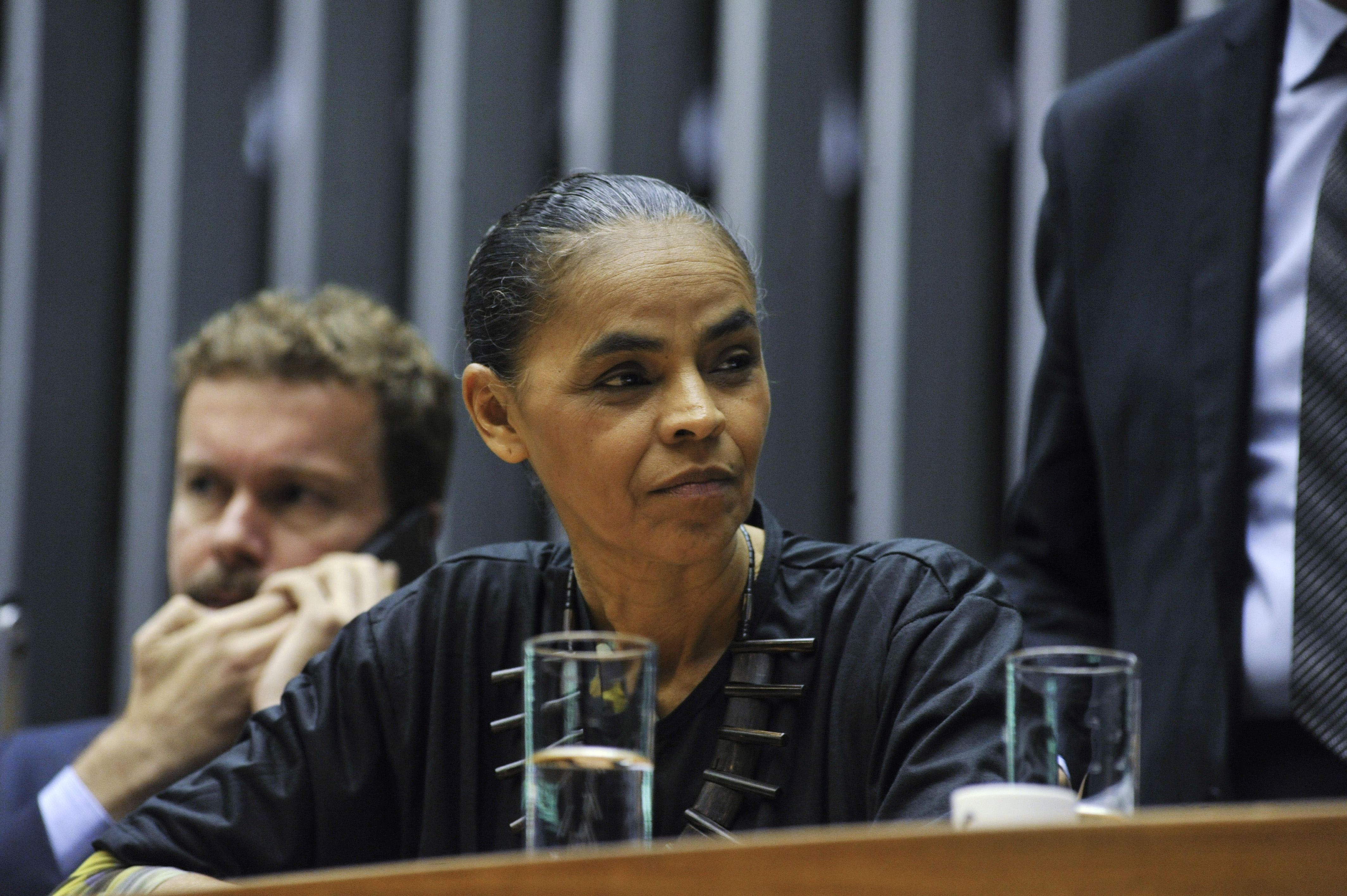
Marina Silva en 2015.

En 2013, elle lance son nouveau parti, le Réseau durable, dans la perspective de l'élection présidentielle de 2014. 
Après avoir échoué à réunir les signatures nécessaires à la création de son parti et à sa candidature à l'élection présidentielle, elle rejoint le Parti socialiste brésilien (PSB) le 5 octobre 2013 et devient colistière du candidat socialiste Eduardo Campos pour l'élection présidentielle. Ce dernier meurt dans un accident d'avion le 13 août 2014. Le 21 août 2014, le PSB désigne à l'unanimité Marina Silva comme étant sa candidate pour les prochaines élections.

#### Élection présidentielle de 2018
Le 4 août 2018, elle est désignée comme candidate pour le parti Réseau Durabilité (REDE), qu'elle finit par lancer. Elle arrive en huitième position du premier tour, avec 1,0 % des voix.

#### Élections fédérales de 2022
En septembre 2022, elle apporte son soutien à Lula pour l'élection présidentielle du 2 octobre suivant qui se tient le même jour que les élections parlementaires où elle est élue députée fédérale pour l'État de São Paulo.
Elle est nommée ministre de l'Environnement au sein du gouvernement de Lula.

### Prises de position
Chrétienne évangélique, ses positions sur les sujets sociaux et de mœurs sont jugées conservatrices, avec notamment une forte hostilité à l'avortement,.
Marina Silva s'est exprimée en faveur d'un rapprochement entre le Brésil et les États-Unis.
Écologiste, elle milite pour la réduction de l’investissement du pays dans le secteur énergétique mais n'est pas opposée aux cultures transgéniques. Elle déclare ne pas se reconnaître dans le clivage droite-gauche.
Lors de la campagne présidentielle de 2014, elle se prononce pour l'indépendance de la Banque centrale et le désinvestissement du MERCOSUR au profit d'accords bilatéraux, dont notamment un traité de libre-échange avec les États-Unis. Ces positions lui valent de bénéficier du soutien d'une grande partie des médias et des milieux financiers. Sa coordination de campagne comporte ainsi plusieurs personnalités néolibérales : Andre Lara Resenda (ministre de Fernando Collor de Mello puis de Fernando Henrique Cardoso), l’économiste Giannetti da Fonseca, ou encore Neca Setubal (héritière de la Banque Itaú, l’une des plus grandes banques privées brésiliennes).
Son engagement fondamental demeure l’environnement.

## Vie privée
Elle est chrétienne évangélique pentecôtiste et est membre des Assemblées de Dieu.